# Uwe Böning

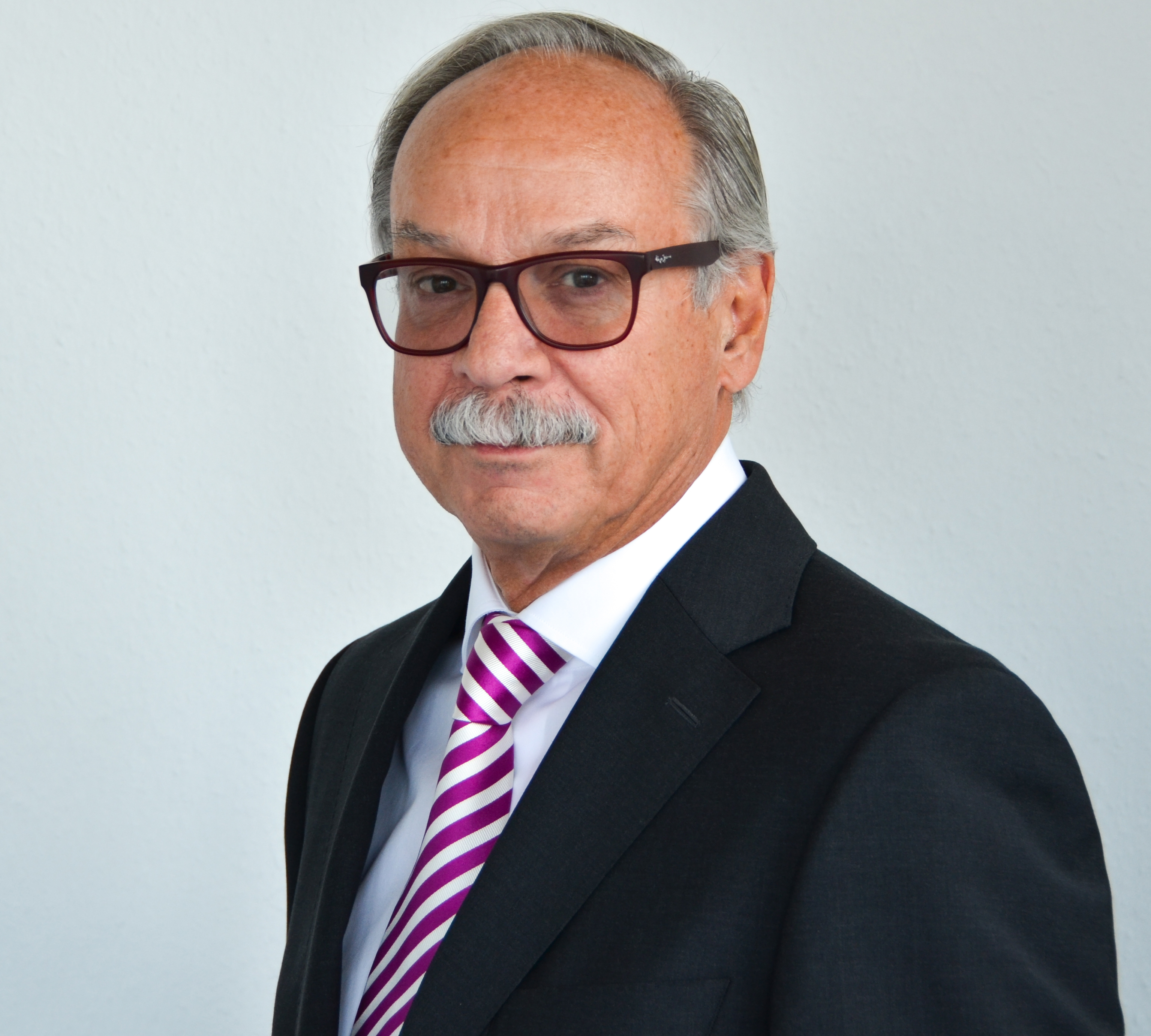
Uwe Böning, 2015

Uwe Böning (* 7. Dezember 1947 in Zittau) ist ein deutscher Business-Coach, Managementberater und Autor. Er gilt als einer der Pioniere des Business-Coachings in Deutschland und prägt die Forschung, Praxis, Verbandsarbeit und Ausbildung im Bereich Coaching maßgeblich mit.

## Leben
Nach dem Abitur studierte Böning an der Universität Mainz Psychologie, Philosophie und Soziologie und schloss mit dem Diplom in Psychologie ab.
Nach seinem Studium arbeitete Böning ab 1974 zunächst als Klinischer Psychologe/Psychologischer Psychotherapeut in eigener Praxis und arbeitete gleichzeitig als wissenschaftlicher Mitarbeiter an der Uni Mainz in einem Forschungsprojekt. Ab 1979 wirkte er als Führungskräfte-Trainer für zwei Münchner Beratungsunternehmen. Seit 1985 ist er als Managementberater und Coach tätig, inzwischen ausschließlich auf Top- und Seniormanagement-Ebene. 1985 gründete er gemeinsam mit Brigitte Fritschle Böning-Team, heute die Managementberatung Böning-Consult, in Frankfurt am Main und ist einer der beiden Geschäftsführenden Gesellschafter des Unternehmens. Von 1992 bis 1995 war Böning parallel Direktor Personal bei Bosch-Siemens Hausgeräte (B/S/H) in München.
Böning gehört gemeinsam mit Brigitte Fritschle und Jörg Wirtgen zu den Begründern der European Coaching Company (E.C.C.), die seit 2005 eine Ausbildung zum Business Coach international anbietet. Zudem ist er gemeinsam mit Christopher Rauen Initiator und Mitbegründer des Deutschen Bundesverbandes Coaching (DBVC). Von 2004 bis 2006 war er Vorstandsvorsitzender des DBVC.
Böning beschäftigt sich wissenschaftlich mit Persönlichkeitseigenschaften von Führungskräften in Deutschland (Top-, Senior- und Middlemanagement) sowie mit der Erfolgsmessung von Coaching. Er war Lehrbeauftragter an der Universität Osnabrück sowie der Universität Freiburg und war als Gastdozent zu Coaching- und Führungsthemen u. a. an der Universität Bielefeld, der Mannheim Business School (MBS) und bei INSEAD tätig.
Böning gehört mit Siegfried Greif und Brigitte Fritschle zu den Initiatoren und Veranstaltern der seit 2008 stattfindenden Ekeberger Coaching-Tage, einer Fach zu aktuellen Themen der Coaching-Branche. Böning initiierte gemeinsam mit Brigitte Fritschle, Frank und Heidrun Strikker sowie mit Christine Kaul den Coaching Globe, eine internetbasierte Plattform für Praktiker, Wissenschaftler, Publizisten und Interessierte und ist Autor von Fachbüchern und Artikeln zu den Themen Coaching, Veränderungsmanagement, Führung und Post Merger Integration.
Böning ist verheiratet, hat vier Kinder und lebt in Frankfurt am Main sowie in Ekeberg/Schleswig.

## Publikationen
Uwe Böning hat 9 Bücher, über 30 Artikel sowie Beiträge in Fachzeitschriften und Büchern veröffentlicht.
- Coaching jenseits von Tools und Techniken. Springer Verlag 2015, ISBN 978-3-662-47142-5.
- Mit Claudia Kegel: Ergebnisse der Coaching-Forschung. Aktuelle Studien – ausgewertet für die Coaching-Praxis. Springer Verlag, 2015, ISBN 978-3-662-43519-9.
- Mit Brigitte Fritschle: Coaching fürs Business. Was Coaches, Personaler und Manager über Coaching wissen müssen. ManagerSeminare Verlag, Bonn 2005, ISBN 3-936075-27-1.
- Mit Brigitte Fritschle: Herausforderung Fusion. Die Integration entscheidet. FAZ-Verlag, 2001, ISBN 3-89843-012-X.
- Interkulturelle Business-Kompetenz. FAZ-Verlag, 2000, ISBN 3-933180-44-9.
- Mit Brigitte Fritschle: Veränderungsmanagement auf dem Prüfstand. Eine Zwischenbilanz aus der Unternehmenspraxis. Haufe-Verlag, 1997, ISBN 3-448-03512-2.
- Umgehen mit Stress. Das Böning-Anti-Stress-Programm. Econ Verlag, Düsseldorf 1993.
- Moderieren mit System: Besprechungen effizient steuern. 2. Auflage. Gabler Verlag, Wiesbaden 1994.
- Exzellent Führen. 2. Auflage. Rudolf Haufe Verlag, Freiburg i. B. 1993.